# A dúo
A dúo (Duets) es una película musical de drama y comedia producida en 2000 y dirigida por Bruce Paltrow, y escrita por John Byrum. La película presenta un reparto coral que incluye a Gwyneth Paltrow, Huey Lewis, Paul Giamatti, Maria Bello, Angie Dickinson, Scott Speedman y Andre Braugher, entre otros. La película gira en torno a las competiciones de karaoke y las personas que participan en ellas.

## Argumento
La película gira en torno a parejas de personas sin parentesco que pasan tiempo en bares de karaoke por todo Estados Unidos durante la semana previa a un gran concurso en Omaha.
Ricky Dean (Huey Lewis), un estafador del circuito de karaoke, viaja de pueblo en pueblo fingiendo ambivalencia con el karaoke, ganando tanto los concursos como las apuestas con los lugareños. Desviado por una llamada telefónica, viaja a Las Vegas para el funeral de su ex; allí conoce a su hija Liv (Gwyneth Paltrow), con quien no ha tenido contacto en años. Buscando una figura paterna tras la muerte de su madre, Liv se une a él en la carretera contra su voluntad, cantando solos en bares de karaoke. Se ven envueltos en una pelea en un bar cuando uno de los secuaces de Ricky toma represalias.
Todd Woods (Paul Giamatti) un vendedor californiano deprimido, está tan agotado por el viaje de negocios que ni siquiera sabe en qué ciudad se encuentra. Al llegar a su casa, su esposa Candy (Kiersten Warren) y sus dos hijos están demasiado absortos como para saludarlo. Abandona a su familia y su antigua vida, conduciendo sin rumbo. Entra en un karaoke en Nuevo México, donde otra participante le ofrece betabloqueantes para ayudarle a superar la ansiedad y el miedo escénico. Todd se hace adicto a las drogas mientras sigue conduciendo.
En Utah, Todd recoge al autoestopista Reggie Kane (Andre Braugher), un carismático pero violento fugitivo convicto, que recientemente robó a punta de pistola a un camionero que lo llevaba. Forjan una improbable amistad después de que Reggie revela una hermosa voz durante un dueto en un karaoke. La salud mental de Todd se deteriora aún más, mientras Reggie intenta evitar que se meta en problemas; primero tiene que salir a Todd de un hotel cuando amenaza a un empleado (Brent Butt) con una pistola; luego, tras provocar un enfrentamiento en una gasolinera, Reggie dispara y mata al empleado. Reggie organiza una reunión con Candy en Omaha, pero Todd la rechaza, insistiendo en que ha terminado con su vida anterior.
Billy Hannan (Scott Speedman), un taxista de bajo rendimiento y ex aspirante a sacerdote, se emborracha tras descubrir a su novia engañándolo. Conoce a Suzi Loomis (Maria Bello), una vagabunda que se las arregla con premios de karaoke y favores sexuales. Ninguno respeta el estilo de vida del otro, pero Billy acepta llevarla a California, haciendo paradas en karaokes para que compita.
Las tres parejas terminan en el concurso de Omaha, tras haber ganado cada una el derecho a competir por 5.000 dólares después de haber ganado en un pueblo más pequeño. Ricky finalmente acepta a su hija y la invita a cantar a dúo la canción favorita de su madre, Cruisin'. Billy descubre que Suzi tiene miedo escénico cuando la encuentra vomitando en el baño de mujeres, pero la convence para que compita. 
Reggie ve llegar a la policía, que investiga el tiroteo en la gasolinera. Interpretando una versión a capela de Free Bird saca su arma en el escenario, lo que provoca que la policía le dispare, dejando toda la culpa del tiroteo sobre Reggie y librando a Todd de volver con su familia.
Después del concurso, Billy y Suzi siguen camino a California. Billy invita a Liv (con quien había estado coqueteando durante el concurso) y a Ricky a unirse a ellos, y deciden desviarse un poco para asistir a un concurso de karaoke en Nevada. Mientras, Todd y Candy vuelan juntos a casa.

## Reparto
| Actor               | Personaje            |
| ------------------- | -------------------- |
| Maria Bello         | Suzi Loomis          |
| Andre Braugher      | Reggie Kane          |
| Paul Giamatti       | Todd Woods           |
| Huey Lewis          | Ricky Dean           |
| Gwyneth Paltrow     | Liv Dean             |
| Scott Speedman      | Billy Hannan         |
| Marian Seldes       | Harriet Gahagan      |
| Angie Dickinson     | Blair                |
| Kiersten Warren     | Candy Woods          |
| Angie Phillips      | Arlene               |
| Lochlyn Munro       | Ronny Jackson        |
| John Pinette        | Cantante de la final |
| Michael Bublé       | Cantante de la final |
| Maya Rudolph        | Anfitriona de Omaha  |
| Keegan Connor Tracy | Sheila               |
| Brent Butt          | Empleado del hotel   |
| Aaron Pearl         | Buddy                |
| Steve Oatway        | Ralph Beckerman      |

## Producción
Bruce Paltrow pasó varios años intentando que el proyecto comenzara. La película fue producida fuera de los canales principales de producción de Disney y fue adquirida y financiada por Buena Vista Film Sales y distribuida a través de Hollywood Pictures.
Este fue el único proyecto en el cual la actriz Gwyneth Paltrow trabajó con su padre director/productor, Bruce Paltrow. Asimismo fue la última producción de éste antes de su muerte.
Originalmente, Brad Pitt interpretaría a Billy, pero tras la ruptura de su relación amorosa con Gwyneth Paltrow, decidió no tomar el papel.
Las locaciones de la cinta incluían Las Vegas, Nevada; Columbia Británica, Canadá y Los Ángeles.

## Recepción
La cinta obtuvo un 21% en Rotten Tomatoes de acuerdo a 92 críticos. El resumen de la crítica dice lo siguiente: "Duets sufre de una dirección floja y pone a prueba la credibilidad. Además, los personajes son poco interesantes y es difícil preocuparse por lo que sucede".
El crítico Roger Ebert le dio al filme un pulgar abajo en su programa de televisión, y escribió en su reseña del periódico: "Duets tiene pequeñas islas de humor e incluso de perfección, flotando en un mar de errores e intenciones turbias". El crítico de Los Angeles Times, Kenneth Turan describió la película como "seis personajes en busca de una película. Cualquier película servirá...".
A el crítico Bob Graham, escribiendo para el San Francisco Chronicle le gustó el espíritu de la película y las interpretaciones, y escribió: "Hay que ser más flexibles con Duets. Es una comedia dramática coral y atractiva y, en definitiva, conmovedora, sobre gente común cuya única oportunidad de alcanzar algo parecido al estrellato es un concurso de karaoke... El estilo de fábula es frágil. La prueba de Ally McBeal probablemente se aplique aquí. Es probable que los fans de ese programa se entreguen a Duets".
El crítico de Variety Todd McCarthy destacó el trabajo y personaje de Paul Giamatti, escribiendo: "Giamatti obtiene la mayor parte de las buenas líneas de [John] Byrum, y si la película va a ser aceptada por el público, será en gran medida debido a este personaje y su actuación, que representa una de las diatribas sostenidas más divertidas contra el mínimo común denominador en la cultura estadounidense que se haya visto en años".
En general, muchos críticos coincidieron con la reseña de Stephanie Zacharek en Salon.com. Zacharek escribió: "sus tres historias entrelazadas no encuentran el equilibrio rítmico adecuado, y algunos diálogos son rígidos y amanerados". Zacharek elogió las actuaciones y el mensaje de la película. Añadió: "En ese sentido, la forma en que Duets trata a sus personajes es refrescante. Hay breves momentos en los que nos recuerda que mucha gente disfruta del karaoke a costa de su público (durante una escena, un empresario asiático canta desafinadamente de fondo), pero Duets no pretende ridiculizar a nadie".

## Banda sonora
La banda sonora original de la película fue lanzada el 12 de septiembre del 2000, por Hollywood Records. El DVD incluía doce pistas, incluyendo música original compuesta para la cinta por David Newman. Los actores Gwyneth Paltrow, Huey Lewis, Paul Giamatti y Maria Bello interpretaron canciones que fueron incluidas en la cinta, mientras que el vocalista profesional Arnold McCuller canta las canciones interpretadas por Andre Braugher.
La banda sonora generó dos sencillos exitosos en Australia, incluyendo la versión cantada por Gwyneth Paltrow y Huey Lewis de Cruisin', la cual se mantuvo dos semanas en el no. 1, y la versión también cantada por Paltrow de Bette Davis Eyes la cual llegó al no. 3. A Cruisin' le fue todavía mejor en Nueva Zelanda, donde se mantuvo cinco semanas en el no. 1.
Las canciones interpretadas fueron:

| N.º | Título                                       | Intérpretes                    | Duración |  |
| 1.  | «Feelin Alright»                             | Huey Lewis                     | 4:03     |  |
| 2.  | «Bette Davis Eyes»                           | Gwyneth Paltrow                | 4:20     |  |
| 3.  | «Cruisin'»                                   | Gwyneth Paltrow, Huey Lewis    | 4:52     |  |
| 4.  | «Just My Imagination (Running Away with Me)» | Babyface, Gwyneth Paltrow      | 4:10     |  |
| 5.  | «Try a Little Tenderness»                    | Paul Giamatti, Arnold McCuller | 3:36     |  |
| 6.  | «Hello It's Me»                              | Paul Giamatti                  | 4:12     |  |
| 7.  | «I Can't Make You Love Me»                   | Maria Bello                    | 4:22     |  |
| 8.  | «Sweet Dreams (Are Made of This)»            | Maria Bello                    | 4:31     |  |
| 9.  | «Lonely Teardrops»                           | Huey Lewis                     | 3:01     |  |
| 10. | «Copacabana (At the Copa)»                   | John Pinette                   | 3:46     |  |
| 11. | «Free Bird»                                  | Arnold McCuller                | 1:23     |  |
| 12. | «Beginnings/Endings»                         | David Newman                   | 1:59     |  |